# 23 Baza Lotnictwa Taktycznego
23 Baza Lotnictwa Taktycznego im. ppłk pil. Jana Zumbacha (23 BLT) – jednostka lotnicza szczebla taktycznego Sił Powietrznych podporządkowana 1 Skrzydłu Lotnictwa Taktycznego.
Wojskowa baza lotnicza zlokalizowana jest ok. 6 km na wschód od Mińska Mazowieckiego.

## Historia
Baza została sformowana 1 lipca 2010 w oparciu o zlikwidowane jednostki: 23 Bazę Lotniczą i 1 eskadrę lotnictwa taktycznego. Głównym wyposażeniem eskadr bazy są samoloty szkolno-bojowe FA-50. Pas startowy lotniska w Mińsku Mazowieckim mierzy 2,5 km. Baza dysponuje radarem i jednostką gaśniczą.
W 2012 ustanowiono odznakę pamiątkową oraz godło lotnicze 23 Bazy Lotnictwa Taktycznego. W tym samym roku wprowadzono również oznakę rozpoznawczą jednostki.
18 grudnia 2017 doszło do katastrofy wojskowego MiGa-29 w pobliżu Kałuszyna – pilot nie katapultował się, lecz przeżył incydent. Druga katastrofa nastąpiła w 4 marca 2019 w pobliżu Drgicza na Mazowszu, pilot pomyślnie katapultował się.
W grudniu 2022 bazę opuściły samoloty MiG-29, zostały one przebazowane do 22. Bazy Lotnictwa Taktycznego. W 2023 w ich miejsce zostały wprowadzone samoloty FA-50.

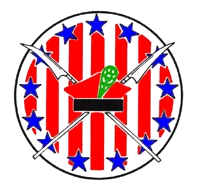
Godło lotnicze 23 BLT
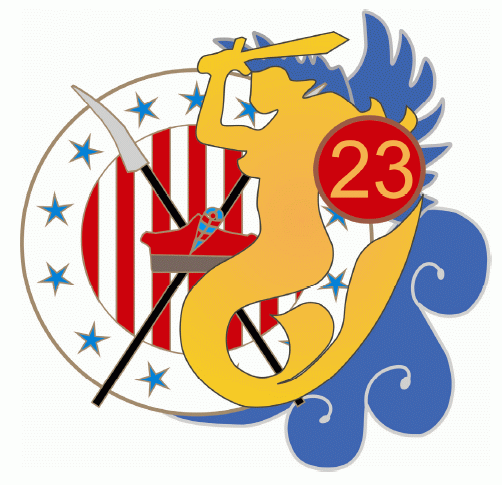
Odznaka pamiątkowa 23 BLT
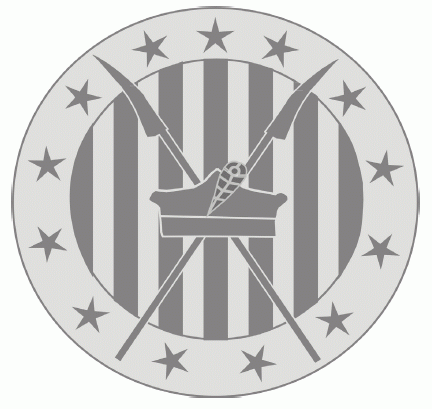
Oznaka rozpoznawcza 23 BLT; od 2020 oznaka rozpoznawcza na mundur polowy
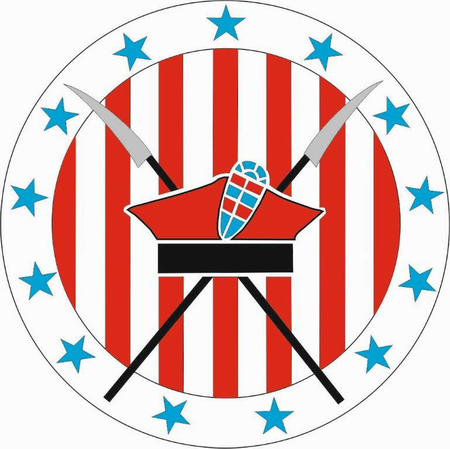
Oznaka rozpoznawcza 23 BLT na mundur wyjściowy (od 2020)

## Dowódcy bazy
- płk dypl. pil. Robert Cierniak (1 lipca 2010 – 30 grudnia 2010)
- płk pil. Robert Kozak (30 grudnia 2010 – 10 października 2011)
- płk dypl. pil. Maciej Trelka (11 października 2011 – 7 grudnia 2016)
- płk pil. Piotr Iwaszko (8 grudnia 2016 – 30 września 2018)
- płk dypl. pil. Krzysztof Stobiecki (1 października 2018 – 20 września 2024)[7]
- płk Ryszard Gorczyca (cz.p.o. 21 września 2024 – 2 grudnia 2024)[8]
- płk pil. Adam Kalinowski (3 grudnia 2024 – obecnie)[9]

## Tradycje
Decyzją Nr 167/MON Ministra Obrony Narodowej z 2 maja 2011 23 Baza Lotnictwa Taktycznego przejęła i z honorem kultywuje dziedzictwo tradycji:
- 7 eskadry myśliwskiej im. Tadeusza Kościuszki (1918-1921),
- 19 eskadry myśliwskiej (1919-1921),
- 111 eskadry myśliwskiej 1 pułku lotniczego (1921-1929),
- 113 eskadry myśliwskiej 1 pułku lotniczego (1933-1939),
- 145 dywizjonu myśliwskiego warszawskiego (1940),
- 303 dywizjonu myśliwskiego im. Tadeusza Kościuszki (1940-1947),
- 316 dywizjonu myśliwskiego warszawskiego (1941-1947),
- 1 samodzielnej eskadry lotnictwa myśliwskiego (lipiec-sierpień 1943),
- 1 pułku lotnictwa myśliwskiego „Warszawa” (1943-1946),
- 1 Polskiej Dywizji Lotniczej (sierpień 1944 – październik 1944),
- 4 Mieszanej Dywizji Lotniczej (1944-1945),
- 1 Pomorskiej Mieszanej Dywizji Lotniczej (1945-1946),
- 1 pułku lotnictwa myśliwskiego (1946-1950),
- 1 pułku lotnictwa myśliwskiego OPL (1950-1953),
- 5 Dywizji Lotnictwa Myśliwskiego OPL (1950-1957),
- 56 batalionu obsługi lotnisk (1951-1957),
- 1 pułku lotnictwa myśliwskiego OPL „Warszawa” (1953-1962),
- 56 batalionu lotniczo-technicznego (1957-1965),
- 1 pułku lotnictwa myśliwskiego OPK „Warszawa” (1962-1989),
- 22 dywizjonu dowodzenia lotami (1965-1978),
- 56 batalionu zaopatrzenia (1965-2000),
- 1 baterii artylerii przeciwlotniczej (1967-2000),
- 14 baterii artylerii przeciwlotniczej (1968-2000),
- 22 batalionu łączności i ubezpieczenia lotów (1978-2000),
- 1 pułku lotnictwa myśliwskiego „Warszawa” (1990-1993),
- 1 pułku lotnictwa myśliwskiego „Warszawa” im. gen. bryg. pil. Stefana Pawlikowskiego (1993-2000),
- 1 eskadry lotnictwa taktycznego (2001-2002),
- 23 Bazy Lotniczej (2001-2010),
- 1 eskadry lotnictwa taktycznego „Warszawa” im. gen. bryg. pil. Stefana Pawlikowskiego (2002-2010);

Tą samą decyzją baza przejęła sztandar rozformowanej 23 Bazy Lotniczej.

## Struktura
- Dowództwo i sztab 23 Bazy Lotnictwa Taktycznego
- Grupa Działań Lotniczych
- Grupa Obsługi Technicznej
- Grupa Wsparcia
- Wojskowy Port Lotniczy Mińsk Mazowiecki